# Chiquinha Gonzaga (cantora)
Francisca Januária dos Santos, mais conhecida como Chiquinha Gonzaga (Exu, 1927 — Duque de Caxias, 15 de março de 2011), foi uma cantora, sanfoneira e compositora popular brasileira. Ficou conhecida por ser irmã de Luiz Gonzaga, o Rei do Baião.

## Biografia
Além de tocar a sanfona dos oito baixos, Francisca Januária dos Santos, mais conhecida como Chiquinha, também era cantora e compositora. Começou a carreira na década de 1950 e seu último trabalho gravado foi o CD Chiquinha Gonzaga - 8 & 80, em 2006.
A sanfoneira caçula da família Gonzaga, lutava há anos contra o mal de Alzheimer. Duas semanas antes de sua morte, a irmã Raimunda Gonzaga, musicista, conhecida como Muniz, também faleceu no Rio de Janeiro com a doença. Chiquinha foi sepultada no mausoléu da família, no Cemitério Tanque do Anil, no Rio de Janeiro.